# Donji Turni
 Donji Turni  falu Horvátországban, a Tengermellék-Hegyvidék megyében. Közigazgatásilag Delnicéhez tartozik.

## Fekvése
Fiumétól 33 km-re, községközpontjától 5 km-re északkeletre, a horvát Hegyvidék középső részén fekszik.

## Története
A településnek 1857-ben 26, 1910-ben 10 lakosa volt. A trianoni békeszerződésig Modrus-Fiume vármegye Delnicei járásához tartozott. 2011-ben nem volt állandó lakossága.

## Lakosság
| Lakosság változása | Lakosság változása | Lakosság változása | Lakosság változása | Lakosság változása | Lakosság változása | Lakosság változása | Lakosság változása | Lakosság változása | Lakosság változása | Lakosság változása | Lakosság változása | Lakosság változása | Lakosság változása | Lakosság változása | Lakosság változása |
| ------------------ | ------------------ | ------------------ | ------------------ | ------------------ | ------------------ | ------------------ | ------------------ | ------------------ | ------------------ | ------------------ | ------------------ | ------------------ | ------------------ | ------------------ | ------------------ |
| 1857               | 1869               | 1880               | 1890               | 1900               | 1910               | 1921               | 1931               | 1948               | 1953               | 1961               | 1971               | 1981               | 1991               | 2001               | 2011               |
| 26                 | 21                 | 22                 | 22                 | 12                 | 10                 | 4                  | 10                 | 8                  | 10                 | 5                  | 3                  | 2                  | 0                  | 0                  | 0                  |